# 夕陽之歌 (梅艷芳歌曲)
《夕陽之歌》，粵語歌曲，改編自日本歌手近藤真彦的，由馬飼野康二作曲，並由陳少琪、趙增熹、梅艷芳分別重新填寫粵語歌詞、編曲及演唱，收錄於梅艷芳的專輯《In Brasil》，亦是1989年徐克電影《英雄本色3之夕陽之歌》的主題曲。由於《In Brasil》唱片在東南亞甚至韓國都有發行，而電影《英雄本色3之夕陽之歌》亦在多個國家上映，令歌曲《夕陽之歌》除了在華人社會廣泛流行之外，在非華語社會亦很受歡迎。音樂錄影帶由無綫電視拍攝，謝汝勤編導。
梅艷芳憑此歌獲得1989年度無綫電視勁歌金曲頒獎典禮的金曲金獎殊榮及1989年度香港電台十大中文金曲頒獎典禮的金曲獎。這首歌在華人社會傳頌多年，影響力跨越地域及時空，翻唱者眾，如新加坡歌手蔡健雅、台灣歌手潘美辰、A-Lin、陶喆、中國大陸歌手張含韻、韓國歌手崔盛希、馬來西亞女歌手Shila Amzah及南非歌手 Eli Zaelo 等都曾在演唱會或電視節目中唱出《夕陽之歌》。梅艷芳於2003年經典金曲演唱會上唱畢這首歌後向觀眾說一聲「拜拜」，更成為永恆經典的回憶。

## 背景
日本歌手近藤真彦的在1989年2月推出，及後獲梅艷芳與寶麗金（陳慧嫻及其音樂監製歐丁玉）關注。據陳慧嫻憶述，寶麗金遂與此曲之版權事務負責人陳淑芬（與梅艷芳同任職於華星唱片）接洽，以取得改編權。然而，獲得陳淑芬初步同意後三個星期，他們仍未收到正式回覆。
三方後來簽下合約，訂下派台的關鍵日期為該年6月15日，此前梅艷芳可先行派台，如錯過了則只可讓陳慧嫻派台。種種不同因素下，包括陳慧嫻暫別樂壇的「幾時再見演唱會」於8月末至9月初舉行，陳慧嫻主唱的改編曲《千千闋歌》為壓軸曲目；而梅艷芳則正在拍攝10月首映的電影《英雄本色III夕陽之歌》，欲以《夕陽之歌》為主題曲，詞人陳少琪交出的原為「普通的男女分手情歌」，便須修改歌詞以配合劇情，令《夕陽之歌》的製作時間增加；致使兩曲雖於差不多同一時間派台，但《千千闋歌》仍然較早一點。 最終，收錄《千千闋歌》的專輯《永遠是你的朋友》於7月發行，而收錄《夕陽之歌》的專輯《In Brasil》則於9月發行；《千千闋歌》早於推出後不久即入圍同年勁歌金曲第二季季選，而《夕陽之歌》則待第三季季選才入圍。
陳少琪曾說當時年紀尚小，填的時候感到壓力，而且只是想著電影角色來寫，結果成品卻「好滄桑，好像為梅艷芳度身訂造」，亦表示以前專為達明一派填詞，寫社會題材，踏入主流樂壇要寫愛情時有點力不從心，到填《夕陽之歌》時才找到感覺。

## 評論
歌詞被指貼近原詞的意思。
詞評人朱耀偉認為陳少琪的詞成功之處有三：既能寫出戲中人的情感；又能配合歌手形象，道出其心聲；以電影和現實時代背景的角度分析，亦帶弦外之音，處處隱喻香港人的九七回歸情意結。文化評論人李展鵬指其屬於梅艷芳「風格豪邁的自白式歌曲」，異於過往香港女歌手「內斂」的唱法，梅艷芳「雄壯」地演繹一位不囿於小情小愛的現代女性。
經常跟梅艷芳合作的音樂人倫永亮則評其演繹：「開頭是滄桑的，後來則有女人的豪氣」。

## 軼事
1990年初，香港無綫電視的十大勁歌金曲頒獎典禮舉行在即，《夕陽之歌》和《千千闋歌》均是金曲金獎的熱門候選，兩家唱片公司爭相拉票，最終前者獲勝，產生了一場風波。時任無綫電視高層吳雨多年後透露，因陳慧嫻的《千千闋歌》與梅艷芳的《夕陽之歌》勢均力敵，令陳慧嫻所隸屬的寶麗金唱片公司與梅艷芳所隸屬的華星唱片公司爭相拉票。最後在平衡各方利弊及因素後，當年屬無綫高層的吳雨等人便決定讓梅艷芳獲大獎。。
2005年陈奕迅推出新歌《夕阳无限好》，意在对此歌致敬。

## 獎項
- 1990年1月十大勁歌金曲頒獎典禮 - 十大勁歌金曲、金曲金獎
- 第十二屆十大中文金曲頒獎禮 - 十大中文金曲

## 現場演繹
- 1989年：《管弦樂韻金曲夜》
- 1990年：《多倫多民主歌聲獻中華》 （页面存档备份，存于）
- 1990年：《百變梅艷芳夏日耀光華演唱會 （页面存档备份，存于）》
- 1991年：《忘我大匯演》
- 1991年：《百變梅艷芳告別舞台演唱會 （页面存档备份，存于）》
- 1999年1月24日：1998年度十大中文金曲頒獎典禮「金針獎」表演環節
- 2002年4月6日：《梅艷芳極夢幻演唱會》
- 2003年11月15日，梅艷芳舉行生前最後一場演唱會《梅艳芳经典金曲演唱会》，結尾環節穿著由好友劉培基設計的婚紗演唱《夕陽之歌》步入後台，寓意一生嫁給舞台。[13] [14]

## 其他版本
越南歌手Bùi Thị Phương Thanh在越南版百變大咖秀中模仿致敬梅艷芳，《Phương Thanh (Mai Diễm Phương) - Tan vỡ (Gương mặt thân quen tập 7)》
2008年11月，陳慧嫻在「明報周刊 一起和唱 精采40年慈善音樂會」演唱《夕陽之歌》前半段送贈給梅艷芳，緊接後半段則演唱《千千闋歌》，《陳慧嫻 夕陽之歌 千千闋歌 Medley》
2013年，陶喆在香港演唱会，翻唱《夕阳之歌》，纪念他们10多年前曾经相识之谊。 （页面存档备份，存于）
2015年10月，馬來西亞歌手茜拉在香港舉辦演唱會，演繹《夕陽之歌》，《30102015 Shila Amzah HK Concert 茜拉香港演唱会：夕阳之歌 xi yang zhi ge》
2016年1月，韓國歌手崔盛希在節目麥王爭霸中身穿婚紗演唱《夕陽之歌》致敬梅艷芳，《160102 Bada 崔盛希 - 夕陽之歌 ○ 廣東電視珠江頻道 麥王爭霸》
2016年3月，台湾歌手A-Lin黃麗玲在她的聲吶世界巡迴演唱會香港站的安可部分唱了《夕陽之歌》，向偶像梅艷芳致敬， （页面存档备份，存于）
2017年6月，新加坡歌手蔡健雅在假九展Star Hall舉行的一連兩場「蔡健雅列穆尼亞LEMURIA巡迴演唱會-香港站」特別演唱《夕陽之歌》，全場合唱，致敬梅艷芳。 
2024年11月，陳慧嫻在《聲生不息·大灣區季》演唱《千千闋歌》前半段後，緊接後半段演唱《夕陽之歌》致敬梅艷芳。這次為陳慧嫻相隔16年後再次演唱《夕陽之歌》，並為35年前的「千夕之爭」正式畫上句號，《【纯享】大泪目！#陈慧娴 金曲联唱《#千千阙歌》《#夕阳之歌》隔空对话梅艳芳，陈小春现场泪崩｜《声生不息·大湾区季》 Infinity And Beyond S4｜ MangoTV》 （页面存档备份，存于）

## 相關欄目
- 千千闋歌（陳慧嫻同曲異詞作品）